# Paracyprichromis
Рід налічує 2 види риб родини цихлові.

## Види
- Paracyprichromis brieni (Poll 1981)
- Paracyprichromis nigripinnis (Boulenger 1901)